# Nádor Terem
A Nádor Terem  a Vakok Iskolája épületében található díszterem. Az intézmény hivatalos neve a számos funkció felsorolása, ezért gyakoribb a rövid név használata. Igaz, hogy homlokzatán a helyreállított egykori kerámia felirat “Vakok Országos Nevelő és Tanintézete“, de nem azonos a közeli Vakok Állami Intézetével, mely szociális intézmény és nem közoktatási. A Vakok Iskolája 1825-ben alapíttatott és kezdeti éveiben József nádor sokat tett érte. Egy időben Magyar Királyi József Nádor Vakok Intézete volt az elnevezése. Voltak törekvések, hogy az intézmény a nevében ismét tisztelegjen a nádor emléke előtt, de végül más döntés született. A terem kétségtelenül a főváros egyik legszebb terme, de hosszú évtizedeken át elzárt volt a nyilvánosságtól. 1995-ben, mikor hangversenyteremként megnyílt a széles közönség előtt, akkor kapta a Nádor Terem elnevezést. A teremben látható Warschag Jakab portré festménye a nádorról. Úgy ábrázolva a főherceget, hogy kezét a vakok iskolája céljára készült első épület tervén nyugtatja. Láthatjuk a nádor ábrázolását a terem ablakán is egy vak tanulóval és egy emléktábla is tanúskodik arról, hogy beiktatásának 200. évfordulóját méltóképpen megünnepelték 1996-ban. A Nádor Terem elnevezése és kulturális helyszínné válása elsősorban Helesfai Katalin igazgatónak volt köszönhető. Működését kezdettől segítette Szőllősi Ferenc  az iskola tanára és könyvtárosa. A terem nem csak impozáns, hanem akusztikája is arra predesztinálta, hogy koncertterem legyen. Göllesz Zoltán hangversenyrendező a kezdeti együttműködéseknek köszönhetően a Weiner Leó Zeneművészeti Szakközépiskola tanárainak kezdeményezésére 1997-ben létrejött Egy Hangversenyteremért Alapítvány keretei között működteti a termet. Az alapítvány képviseletét 2001-ben vette át. 1984 óta dolgozik a Vakok Iskolájában.

## Története
Mindazok, akik ellátogatnak az épületbe elsőként gyakran Lechner Ödön alkotásának vélik, de az kétségtelenül Baumgarten Sándor és Herczegh Zsigmond műépítészek munkája. A terem az épület homlokzati szárnyának szimmetriáját követő jelentős belmagasságú karzatos helyiség, melynek eredeti fő funkciója kápolna volt, de helyet adott a világi eseményeknek is. Érdekesség, hogy már szinte az épületbe való beköltözés évétől jótékonysági hangversenyeknek adott otthont, de ezen alkalmakkor valószínűleg a növendékek muzsikálhattak. A fellelhető meghirdetésekben ugyanis előadók nem szerepelnek, de helyenként a műsor igen. Egykor a zenei oktatás kiterjedtebb volt. Közel húsz bécsi zongora és pianínó volt a gyakorló szobákban és egy harmónium az orgona gyakorláshoz. Az oktatáshoz használtak több angol mechanikájú zongorát és egyéb hangszereket is, mivel hangszerjavító és hangoló képzés is volt. A teremben egy Rieger gyártmányú pneumatikus orgona volt, mivel az előző épületben lévő mechanikus Angster eladásra került. Az orgona szolgálta a kántorképzést, egyszóval a terem és a zene oktatása és előadása mindig kapcsolatban volt. 
Baumgarten és Herczegh számos iskolát tervezett a jelentősebbekben díszteremmel, de kétség kívül a Nádor Terem szépsége a legkiemelkedőbb, mely Pivár Ignác igazgatónak volt köszönhető. 1905-ben elhunyt, így az ablakot már nem tudta megvalósítani, amely utódjára, a kiváló igazgatóra, Herodek Károlyra várt. Így vált a terem szecessziós enteriőrje egészen rendkívülivé.  

## Látnivalói
Itt található Magyarország legnagyobb ólmozott, festett összefüggő üvegablak-együttese, melyet Zsellér Imre készített 1930-ban. Négy Árpád-házi szent István, Imre, Erzsébet és Margit mellett Habsburg József nádor jelenik meg rajta baloldalt, jobbon pedig egy Vincés-Rendi apáca. A középső táblákon a négy evangélista jelképei, legfelül a Szent Korona, címerek, legalul két kisebb portré, mely balon Náray Szabó Sándor államtitkárt, jobbon pedig Pivár Ignácot ábrázolja. Tímár Péter egy interjúban így nyilatkozik az ablakról a Vakvagányok c. film kapcsán: „Amikor megláttam a színes ablakot, az első ostoba reakcióm az volt, hogy minek a vakoknak ez a csodálatos ablak. Később értettem meg, mikor már beszélgettem velük, hogy a gyerekek tudják, az az ablak gyönyörű. Azzal a tudattal lépnek be a terembe, hogy valami nagyon szép sugárzik rájuk.”. Valóban a terem szakrális tér. A zene az a nyelv, amelyen leginkább elmondható ez a tiszteletet, vagy inkább pozitív érzelmeket erősítő világ, amit nyújt.

## Koncertélet
Devich Márton a Muzsika 1998. júniusi számában úgy vélekedett, hogy a terem akusztikája „tökéletes”. Göllesz Zoltán, a terem rendezvényszervezője és menedzsere, évi 90-130 koncertnek ad helyet, sok esetben felvállalva tehetséges, fiatal, pályakezdő művészek felléptetését is. Összességében úgy fogalmazható meg, hogy miközben a hivatalok nehezen integrálnak egy rugalmas helyszínt, addig az a legkülönbözőbb produkcióknak ad lehetőséget és nem kötik konvenciók. Ez egyként kedvez fiatal kezdő művészeknek, hasonlóan, mint tapasztalt előadóknak, akik szeretnének valami kreatív, a fővonaltól eltérő produkciót létrehozni.  Itt adta első koncertjét például a Moltopera Társulat 2012 februárjában; illetve a dzsessz műfajából Kayamar. A terem rendszeres helyszíne a Magyar Händel Társaság koncertjeinek. Sokszor dolgozott és koncertezett itt az Albinoni Kamarazenekar, a Corelli Consort, az Ars Nova Énekegyüttes, a Marcato Ensemble, a Budapesti Csellóegyüttes, és még hosszan lehetne sorolni, Hosszú éveken át a Magyar Virtuózok Kamarazenekar volt a rezidens zenekar Szenthelyi Miklós vezetésével, jelenleg több, mint hét éve az Anima Musicæ Kamarazenekar, az ország legreményteljesebb fiatal zenekara G. Horváth László vezetésével, van “otthon”. Nehezen egyeztethető, de ennek ellenére működő, a szokványos gyakorlattól eltérő kulturális intézmény a terem. A közönség a legfontosabb, mindaddig, amíg létezik.

## Galéria

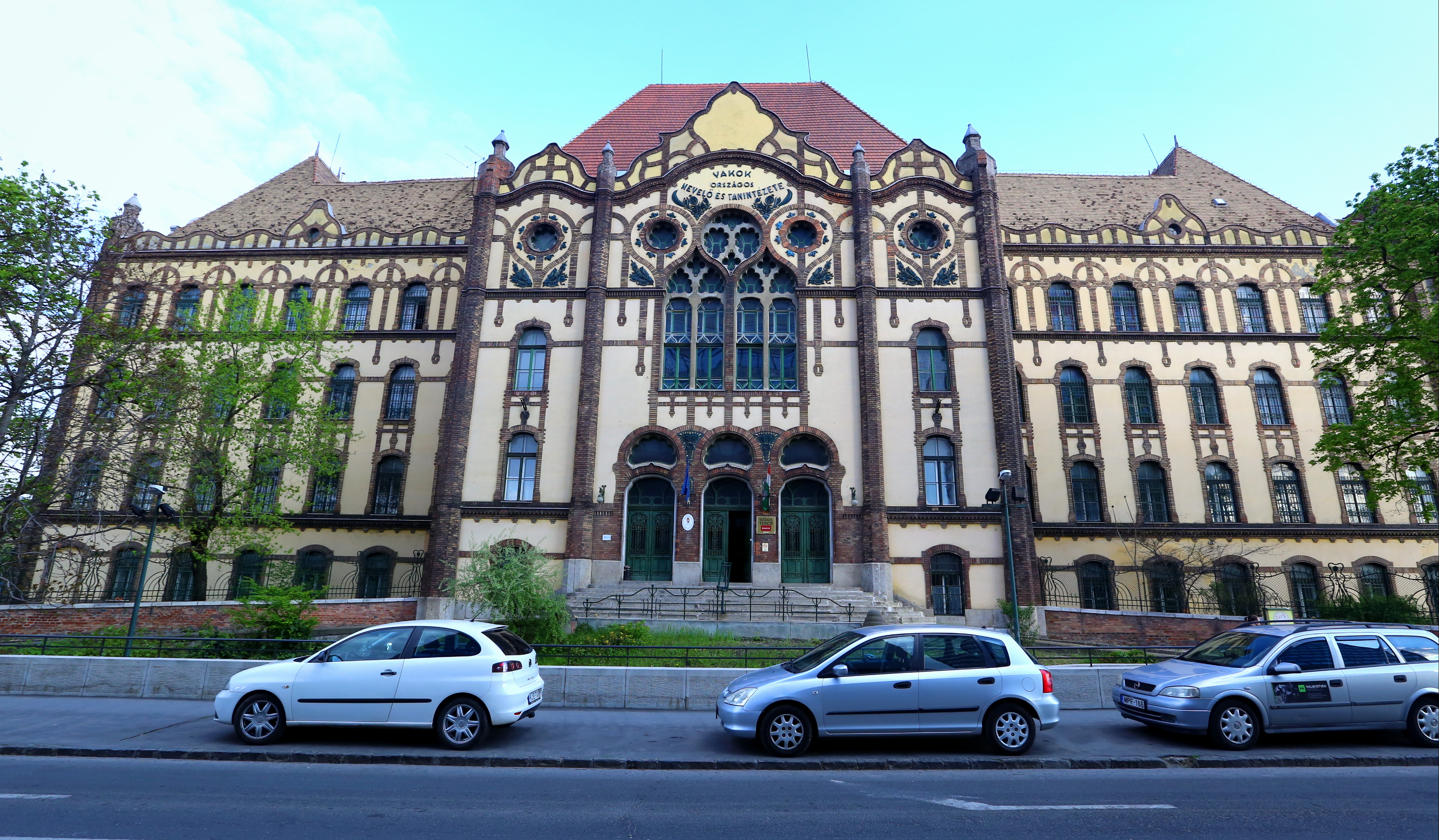
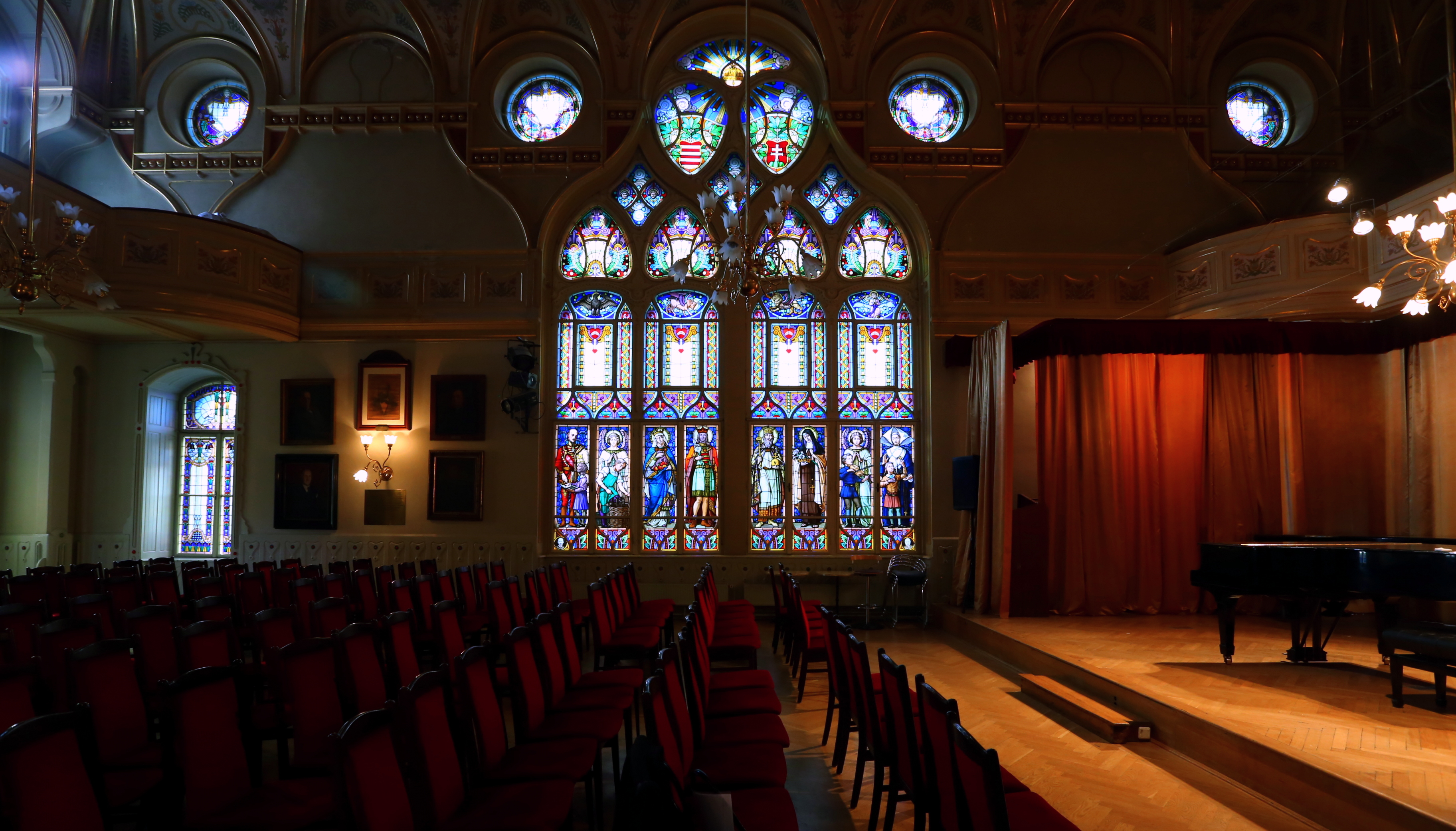
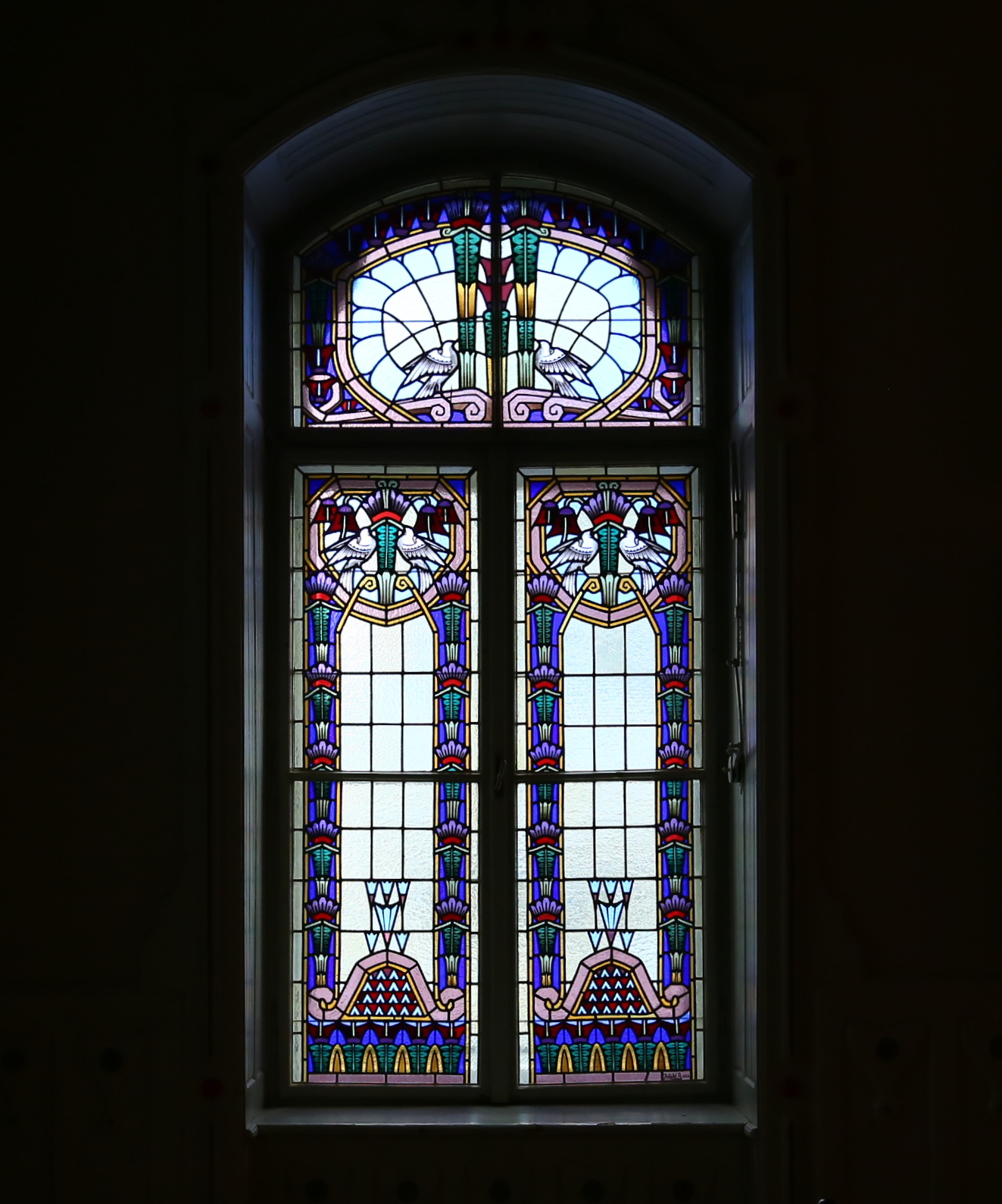